# Roman Sidorowicz
Roman Sidorowicz (ur. 8 sierpnia 1991 w Horgen) – szwajcarski piłkarz ręczny, rozgrywający, zawodnik MT Melsungen.
Urodził się w Horgen jako syn Polaka i Holenderki, mieszkającej w Szwajcarii. Piłkę ręczną zaczął uprawiać w wieku siedmiu lat. Początkowo występował w HC Horgen, z którego w 2006 przeszedł do GC Amicitii Zurych. W sezonie 2010/2011 zadebiutował w pierwszym zespole zuryskiego klubu. W sezonie tym rozegrał ponadto cztery mecze w Pucharze EHF, w których rzucił 22 bramki. W grudniu 2014 podpisał kontrakt z Pfadi Winterthur, który miał obowiązywać od lipa 2015. Ostatecznie przeszedł do nowego klubu w styczniu 2015. W maju 2015 wywalczył wraz ze swoją drużyną Puchar Szwajcarii – w meczu finałowym z BSV Bern Muri (26:25) zdobył cztery gole.
W 2010 kilkukrotnie powoływany był przez trenera Jarosława Cieślikowskiego do młodzieżowej kadry Polski. W październiku 2010 wystąpił w jej barwach w towarzyskim turnieju w Legionowie – zagrał w dwóch spotkaniach, w których zdobył cztery bramki. W grudniu 2010 wystąpił w towarzyskim dwumeczu z Czechami, rzucając jednego gola. W maju 2012 został powołany do szerokiej kadry na akademickie mistrzostwa świata w Brazylii (w turnieju nie wystąpił). W październiku 2012 trener Damian Wleklak powołał go do reprezentacji Polski B na konsultację szkoleniową i dwa mecze międzypaństwowe z Rumunią (nie zagrał w nich).
W reprezentacji Szwajcarii zadebiutował 4 kwietnia 2014 w meczu z Estonią (31:32), w którym zdobył dwie bramki.